# Hovdiivka, Koriukivka
Hovdiivka (în ucraineană Ховдіївка) este un sat în comuna Breci din raionul Koriukivka, regiunea Cernihiv, Ucraina.

## Demografie
Componența lingvistică a localității Hovdiivka
     Ucraineană (97,3%)
     Rusă (2,7%)
Conform recensământului din 2001, majoritatea populației localității Hovdiivka era vorbitoare de ucraineană (97,3%), existând în minoritate și vorbitori de rusă (2,7%).